# Carcinógeno

El pictograma internacional para agentes químicos que son mutágenos, carcinógenos o teratógenos.

Un carcinógeno o cancerígeno es un agente físico, químico o biológico potencialmente capaz de producir cáncer al exponerse a tejidos vivos. Basándose en lo anterior, un carcinógeno es un agente físico o químico que puede producir una neoplasia. 
Los carcinógenos químicos se definen por la capacidad de desarrollo de tipos de tumores que no se ven en los controles; por una mayor incidencia de algún tumor en los animales expuestos que en los no expuestos, o por la aparición más temprana de tumores en comparación con los controles. El DDT (diclorodifeniltricloroetano), el benceno y el asbesto han sido calificados como carcinógenos. El tabaco también ha sido identificado como una fuente de riesgo de varios tipos de cáncer. Los carcinógenos son también frecuentemente, pero no necesariamente, teratógenos o mutágenos.

## Importancia biomédica
Se acepta que el 90 % de los cánceres humanos estén provocados por factores ambientales o nutricionales que inducen a un proceso de carcinogénesis. Estos incluyen el hábito de fumar, ciertos hábitos dietéticos y a productos químicos y a fármacos. Se estima que el 10 % restante se debe a factores genéticos, víricos y a las radiaciones.

## Identificación
La identificación de los carcinógenos es difícil. La mayoría de los efectos carcinogénicos de los productos químicos tienen un período de latencia prolongado; no es raro que transcurran entre 20 y 30 años antes de que se desarrollen los tumores. Estos efectos retardados raramente se detectan en los primeros ensayos clínicos de los nuevos fármacos. Las sustancias químicas capaces de producir cáncer en los animales de laboratorio tienen estructuras diversas, lo que sugiere que muy probablemente hay numerosos mecanismos involucrados en la inducción de un cáncer. Se cree que la carcinogénesis depende de diferentes promotores químicos y que es un proceso multifásico, desde el inicio de los cambios celulares hasta el desarrollo y proliferación de las células tumorales. La mayoría de los carcinógenos son compuestos arreactivos (procarcinógenos o carcinógenos secundarios) que se convierten en carcinógenos primarios en el organismo.

## Carcinógenos en farmacología
La detección del potencial carcinogénico de un fármaco con baja incidencia tumoral constituye un problema grave durante la fase de evaluación de los nuevos fármacos. Por ejemplo, es normal que en cualquier estudio, cualquiera que sea la dosis, se empleen 100 animales (para que alcanzara significación estadística, la incidencia de desarrollo de tumores debería ser del 4 %, que es extremadamente elevada para la mayoría de los fármacos). Los estudios de mutagenicidad a corto plazo están siendo un método eficaz y razonable de detección de potenciales carcinógenos antes de que se lleven a cabo los estudios en la especie humana a gran escala y pueden, incluso, llegar a ser mejores predictores de carcinogenicidad en humanos. 
Deberían evitarse los fármacos con un elevado potencial carcinogénico, pero las decisiones terapéuticas dependen de la relación beneficio-riesgo. Por ejemplo, a pesar de que los quimioterápicos alquilantes son potentes carcinógenos en diversas especies animales, sería poco lógico rechazarlos en un paciente con una enfermedad potencialmente mortal. Es una situación análoga a la exposición a radiaciones X, que también tiene un alto potencial carcinogénico. 
Se emplean pocos fármacos para los que exista una evidencia sólida de que son carcinógenos en la especie humana. Raras veces, los anticonceptivos orales producen adenomas hepáticos, tumores benignos desde el punto de vista de su crecimiento, pero que son extremadamente vasculares y pueden producir hemorragias mortales. Algunos autores han hecho referencia a la asociación entre la reserpina y el carcinoma de mama basándose en estudios de caso control, pero este hallazgo no se ha podido confirmar por medio de estudios de cohorte. Existen pruebas convincentes de que algunos productos químicos no farmacológicos son carcinógenos. Esta evidencia incluye asociaciones como aflatoxinas y hepatoma, cloruro de vinilo y hemangiosarcoma hepático, brea de carbón y cáncer cutáneo, humo de cigarrillo y carcinoma pulmonar, y tintes de anilina y tumores vesicales.
| Órgano                          | Carcinógeno conocido | Cancerígeno sospechado |
| ------------------------------- | --- | --- |
| Pulmón                          | Arsénico Asbesto Benzo(a)pireno Éter bis (clorometílico) Cromo Subsulfuro de níquel Cromato de zinc Consumo de tabaco Gas mostaza Uranio                                             | Acrilonitrilo Berilio Cadmio 1,2-Dibromo-3-cloropropano Hidrocarburos aromáticos polinucleares (PAH, por sus siglas en inglés) |
| Riñón                           | Emisiones de horno de coque Cromato de zinc | Tetracloroetileno |
| Vejiga                          | Bencidina Ciclofosfamida 4-Aminodifenilo Consumo de tabaco Clorafazina | Tetracloroetileno |
| Estómago                        | Cromato de zinc | Óxido de etileno, Consumo de tabaco                                                                                            |
| Piel                            | Arsénico Benzo(a)pireno Exposición excesiva al sol | PAH Tetracloroetileno |
| Hígado                          | Cloruro de vinilo Aflatoxina Bebidas alcohólicas | |
| Boca, faringe, laringe, esófago | Bebidas alcohólicas Consumo de tabaco Tabaco de mascar (boca solamente) Gas mostaza (laringe)                                                                                        | |
| Próstata                        | Cadmio | |
| Fuente                          | Lybarger JA, Spengler RF, DeRosa CT, editores. Priority health conditions: An integrated strategy to evaluate the relationship between illness and exposure to hazardous substances. | Atlanta: Agencia para Sustancias Tóxicas y el Registro de Enfermedades; 1993. p. 61.                                           |